# نيك كيني (لاعب دوري الرغبي)
نيك كيني (بالإنجليزية: Nick Kenny)‏ هو لاعب دوري الرغبي أسترالي، ولد في 13 يوليو 1982 في روكامبتون في أستراليا.

## روابط خارجية
- نيك كيني على موقع ItsRugby.co.uk (الإنجليزية)